# Niccolò Liborio Verzoni
Niccolò Liborio Verzoni (Prato, 1684 – Prato, 21 dicembre 1754) è stato un religioso italiano.

## Biografia
Nacque nel 1684 da Bartolommeo di Giovanni Vincenzio (1637-1688), marchese  di Cogniza, e Cassandra di Francesco Giordani, e venne battezzato il 2 giugno di quell’anno. 
Fu allievo dei conti Giuseppe Casotti e Giovanni Battista Casotti, il primo dei quali lo nominò suo erede, assieme ai fratelli, con testamento del 7 febbraio 1737 rogato da ser Bartolommeo Ciughi.
Dai Casotti imparò l’amore per lo studio delle memorie patrie e  in particolare per quelle della propria famiglia per la quale compilò l’albero genealogico, eseguito sotto la direzione di Giuseppe Casotti, e un volume di memorie scritte sotto forma di diario. Fu in corrispondenza con vari letterati dell’epoca fra i  quali Giovanni Lami e Giovanni Targioni Tozzetti.
Abbracciato lo stato chiericale,  nel 1718  divenne camerata di don Ettore Caraffa,  duca di Andria, rimanendo con lui a Roma per tre anni. Dopo un viaggio che lo aveva portato a  visitare molte città italiane, nel 1722 il Verzoni tornò a Prato,  richiamato da Giovanni Battista Casotti che aveva ottenuto per lui la nomina a  coadiutore del proprio canonicato nella Cattedrale di Prato. Il primo novembre 1726,  a seguito della rinuncia dello stesso Casotti,  prese il suo posto come canonico e il 19 giugno 1728, in segno di gratitudine, regalò alla città di Prato una reliquia  di San Filippo Neri che aveva riportato da Roma.
L’11 giugno 1737 divenne socio dell’Accademia toscana di scienze e lettere La Colombaria di Firenze con il nome "L’Assetato".
Morì a Prato il 21 dicembre 1754 e viene sepolto in San Domenico.
Oltre a  ereditare il patrimonio della famiglia Casotti, il Verzoni entrò in possesso, sempre per via ereditaria, di parte di quello della famiglia pistoiese dei Cellesi aumentando notevolmente le ricchezze familiari. Tali ricchezze, ereditate dall’ultima discendente dalla famiglia, Angiola di Bartolommeo Verzoni (1762-1805), passarono alla sua morte alla famiglia del marito, il conte Bartolommeo di Francesco Muzzarelli, che ereditò anche l’archivio familiare. Tra i Manoscritti Roncioniani è conservato il Fondo Niccolò Liborio Verzoni.